# Gallinula
De Waterhoenders (Gallinula) is een geslacht van vogels uit de familie van de rallen (Rallidae). Het geslacht telt zeven soorten, waarvan één zeker en twee waarschijnlijk zijn uitgestorven. Het uitgestorven tristanwaterhoen wordt soms beschouwd als een ondersoort van het goughwaterhoen.

## Soorten
- Gallinula chloropus – Waterhoen
- Gallinula comeri – Goughwaterhoen
- Gallinula galeata – Amerikaans waterhoen
- Gallinula tenebrosa – Zwart waterhoen

### (waarschijnlijk) uitgestorven
- † Gallinula nesiotis – Tristanwaterhoen
- †? Gallinula pacifica – Samoawaterhoen
- †? Gallinula silvestris – San-Cristobalwaterhoen